# 남북천리
남북천리는 한국에서 제작된 이강천 감독의 1966년 영화이다. 김지미 등이 주연으로 출연하였고 김태현 등이 제작에 참여하였다.

## 출연

### 주연
- 김지미
- 김진규
- 장동휘
- 김석훈

## 제작진
- 조명: 이병준
- 녹음: 강신규
- 미술: 원제래